# Nougaroulet
Nougaroulet é uma comuna francesa na região administrativa de Occitânia, no departamento de Gers. Estende-se por uma área de 15,79 km². Em 2010 a comuna tinha 388 habitantes (densidade: 24,6 hab./km²).